# Limnanthes montana
Limnanthes montana är en sumpörtsväxtart som beskrevs av Jeps.. Limnanthes montana ingår i släktet sumpörter, och familjen sumpörtsväxter. Inga underarter finns listade i Catalogue of Life.